# Fédération djiboutienne de football
La Fédération djiboutienne de football (FDF) est une association regroupant les clubs de football de Djibouti et organisant les compétitions nationales et les matchs internationaux de la sélection de Djibouti.

## Histoire
La Fédération djiboutienne de football est fondée en 1979. Elle est affiliée à la FIFA depuis 1994 et est membre de la CAF depuis 1986. 